# Listă de localități din municipiul Bălți
Această listă conține satele și orașele din municipiul Bălți, Republica Moldova.
| Denumire  | oraș / centru de comună / sat |
| --------- | ----------------------------- |
| Bălți     | oraș, reședința municipiului  |
| Elizaveta | sat (comună)                  |
| Sadovoe   | sat (comună)                  |